# 丰济仓遗址
丰济仓遗址位于中国江苏省淮安市清江浦区丰济仓8号，同治七年（1868年）由漕运总督张之万兴建。
明清两代，在清江浦设立常盈仓，用于贮存、转运粮食。丰济仓系1860年捻军庚申之劫后所建。漕运衰落后，民国年间，丰济仓原址改为机关、军营、学校、医院。1948年以后，丰济仓院内演变为民房，保留“丰济仓”地名。

## 保护
1987年，荷芳书院列为淮阴市文物保护单位。2003年，清晏园列为第二批淮安市文物保护单位。2006年被列为第六批全国重点文物保护单位。